# Mindelberg (Pfaffenhausen)
Mindelberg ist ein Ortsteil des oberschwäbischen Marktes Pfaffenhausen im Landkreis Unterallgäu in Bayern.

## Geographie
Der Weiler Mindelberg liegt etwa drei Kilometer südlich von Pfaffenhausen und ist über eine Gemeindestraße mit dem Hauptort verbunden.

## Geschichte
Auf der beachtlichen Anhöhe Mindelberg (628 m) stand früher eine Burg der Mindelberger, Dienstmannen der Welfen. Erstmals erwähnt wurde der Weiler 1140. Am 3. Mai 1349 zerstörte der Augsburger Bischof Marquard I. von Randeck die Veste und Burg Mindelberg. Der Grund waren Fehdeangelegenheiten zwischen dem Burgherrn Schwigger VI. und dem Augsburger Bischof.